# Brouwerij ’t Verzet
Brouwerij ’t Verzet is een Belgische brouwerij uit Anzegem, opgericht in 2011 door Koen Van Lancker, Alex Lippens en Joran Van Ginderachter. Sinds 2016 brouwen ze met hun eigen installatie. Ongeveer 15% van de productie is voor export.

## Geschiedenis
De drie oprichters leerden mekaar kennen in de studie biochemie in Gent. De oorspronkelijke naam in 2011 was Brouwers Verzet tot ze die naam aanpasten in 2016 naar Brouwerij ’t Verzet. In de eerste jaren werd er gebrouwen in andermans ketels, voornamelijk die van Brouwerij De Ranke en Brouwerij Toye.
Met behulp van investeerders werd een eigen brouwerij ter waarde van €300.000 geïnstalleerd in hun loods in Anzegem, die op 17 april 2016 officieel in gebruik werd genomen. Sommige bieren zoals Oud Bruin laten ze rijpen op tientallen kleine vaten en vier grote foeders (twee van 40Hlt en twee van 60Hlt).

## Bieren

### Vaste gamma

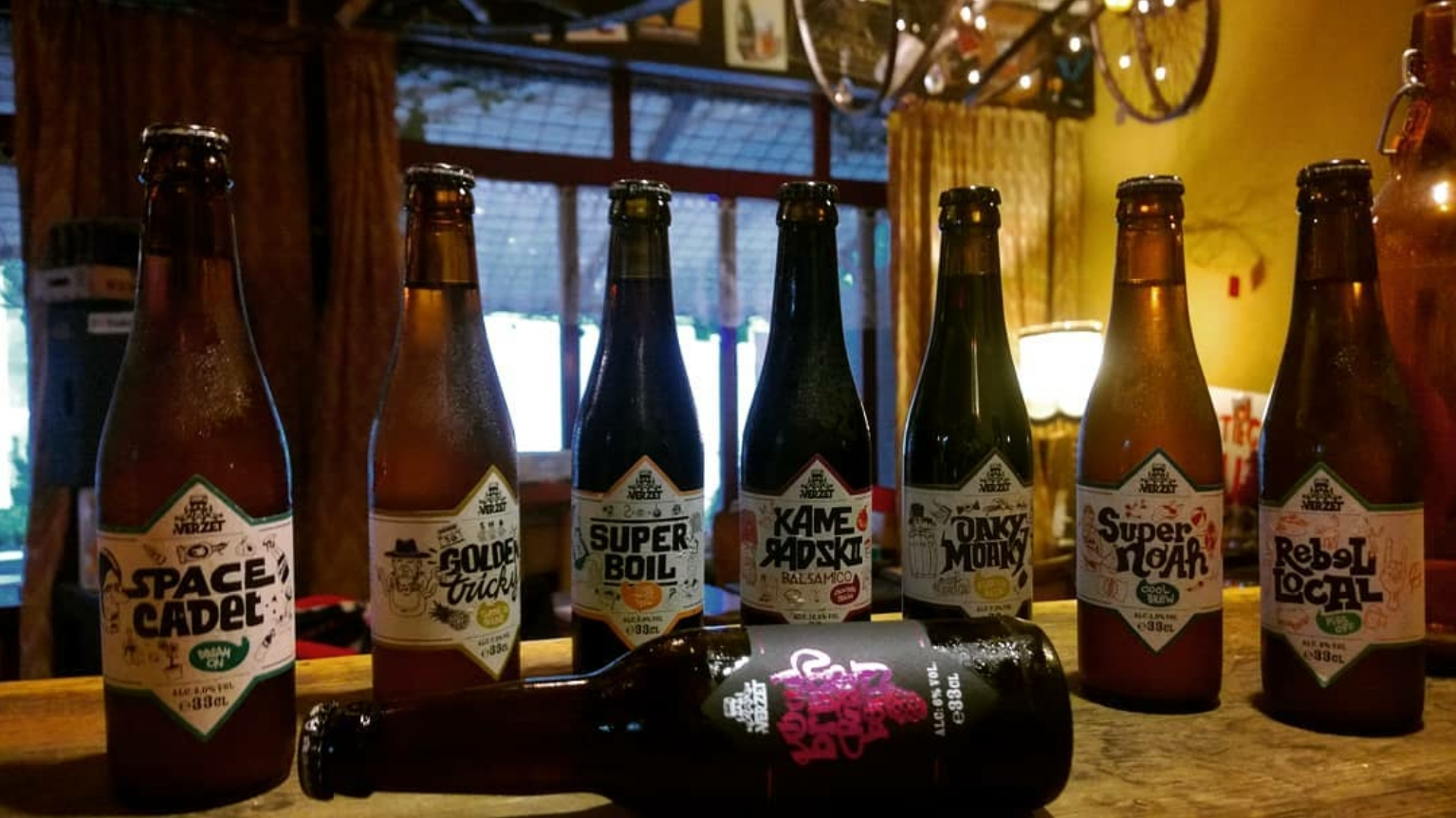

- Rebel Local - 8% vol.
- Oud Bruin - 6% vol.
- Moose Blues - 7,5% vol.
- Super Noah - 4,9% vol.
- Golden Tricky - 7,5% vol.
- Unwanted Tattoo - 6,2% vol.
- Space Cadet - 5% vol.
- Caravan Sultan - 0,9% vol.

### Oud Bruin Infusions
- Oud Bruin Oak Leaf - 6% vol.
- Oud Bruin Cherry - 6% vol.
- Oud Bruin Vineyard - 6% vol.
- Oud Bruin Raspberry - 6% vol.
- Oud Bruin Strawberry - 6% vol.
- Oud Bruin Vineyard - 6% vol.

### Speciallekes
- Doktor Rudi - 6% vol.
- Baby Jesus - 10% vol.
- Spunky Speedo - 6,1% vol.
- Ants Pants - 4,8% vol.
- Super Boil
- Kameradski Balsamico - 13,5% vol.